# 窪田美侑
窪田 美侑（くぼた みゆ、1995年5月24日 - ）は、日本の元女子バレーボール選手である。

## 来歴
長野県小県郡青木村出身。小学2年次にバレーボールを始める。バレーボール強豪校の長野市立裾花中学校から東京都市大学塩尻高等学校に進み、1年次からレギュラーとなる。2013年の平成25年度全国高等学校総合体育大会バレーボール競技大会ではベスト32まで進出、翌2014年の第66回全日本バレーボール高等学校選手権大会ではベスト4に耀いた。
大学は関東大学バレーボールリーグ1部リーグの強豪校である嘉悦大学に進学し、同リーグで活躍。4年次にはチーム主将を務め、春季リーグ準優勝に大きく貢献し、同年末の全日本インカレでも3位に耀いた。
2017年12月13日、V・プレミアリーグの日立リヴァーレは窪田ら4選手の入団内定を発表。内定選手として、年明けのVレギュラーラウンド・久光製薬戦にスターターとして起用され、7得点（アタック4点、ブロック2点、サービスエース1点）をあげてプレミアデビューを飾った。
2021年、V1の後に開催されたV Cupをもって現役を引退した。

## 所属チーム
- 青木村立青木中学校
- 長野市立裾花中学校
- 東京都市大学塩尻高等学校（2011-2014年）
- 嘉悦大学（2014-2018年）
- 日立リヴァーレ（2018-2021年） #4

## 受賞歴
- 2017年 - 関東大学バレーボールリーグ1部春季リーグ 敢闘賞、レシーブ賞

## 個人成績
Vプレミアリーグレギュラーラウンドにおける個人成績は下記の通り。
| シーズン | 所属 | 出場 | 出場   | アタック | アタック | アタック | アタック | ブロック | ブロック | サーブ | サーブ | サーブ | サーブ | レセプション | レセプション | 総得点 | 備考     |
| -------- | ---- | ---- | ------ | -------- | -------- | -------- | -------- | -------- | -------- | ------ | ------ | ------ | ------ | ------------ | ------------ | ------ | -------- |
| シーズン | 所属 | 試合 | セット | 打数     | 得点     | 決定率   | 効果率   | 決定     | /set     | 打数   | エース | 得点率 | 効果率 | 受数         | 成功率       | 総得点 | 備考     |
| 2017/18  | 日立 | 6    | 10     | 62       | 11       | 17.7%    | %        | 2        | 0.20     | 33     | 4      | %      | 12.1%  | 88           | 46.0%        | 17     | 内定選手 |
| 2018/19  | 日立 |      |        |          |          | %        | %        |          |          |        |        | %      | %      |              | %            |        |          |